# Hakea neurophylla
Hakea neurophylla (лат.) — кустарник, вид рода Хакея (Hakea) семейства Протейные (Proteaceae), произрастающий в округе Уитбелт близ Даргарагана в Западной Австралии. Цветёт с июля по август.

## Ботаническое описание
Hakea neurophylla — вертикальный неразрастающийся кустарник обычно вырастает до высоты от 0,3 до 2 м. Кисти ароматных цветов появляются с июля по август в изобилии в белом или бледно-розово-красном цвете по ветвям в пазухах листьев. Соцветия одиночные, от 12 до 18 душистых цветов с голыми цветоножками. Серо-голубые листья обратно-яйцевидно-эллиптические, иногда волнистые от 5 до 11 см в длину и от 16 до 43 мм в ширину и узко-клинообразные в основании. Листья имеют 3 выпуклые продольные жилки с обеих сторон, оканчивающиеся тупой вершиной. Крупные черновато-коричневые плоды имеют косо-яйцевидную форму, длиной от 3 до 4 см и шириной от 1,5 до 1,9 см, слегка клювоватые, с дорсальным продольным выступом на каждом клапане.

## Таксономия
Вид Hakea neurophylla был описан немецким ботаником Карлом Мейсснером в 1855 году. Видовой эпитет — от греческих слов neuron, означающего «нейрон», «нерв», и phyllon, означающего «лист», имея в виду форму листа.

## Распространение и местообитание
H. neurophylla — редкий вид, ограниченный территорией окрестностей горы Лезьёр — Энеабба к северу от Перта, в песке пустоши над латеритом, обычно на вершинах хребта.

## Охранный статус
Вид Hakea neurophylla классифицируется как «приоритет четыре — редкий» Департаментом парков и дикой природы правительства Западной Австралии.